# 魏增三
武仙座57，又名BD+25 3166，HD 153287、SAO 84720、HR 6305，是武仙座的一颗恒星，视星等为6.28，位于銀經46.01，銀緯35.36，其B1900.0坐标为赤經16h 53m 24.6s，赤緯+25° 35.36′ 26″。